# Merchants of Cool
Merchants of Cool é o segundo álbum gravado ao vivo pela banda Bad Company, lançado a 21 de Maio de 2002.

## Faixas
1. "Burnin' Sky" (Rodgers) – 5:35
2. "Can't Get Enough" (Mick Ralphs) – 3:47
3. "Feel Like Makin' Love" (Ralphs, Rodgers) – 5:26
4. "Rock Steady" (Rodgers) – 3:49
5. "Movin' On" (Ralphs) – 3:10
6. "Deal With The Preacher" (Ralphs, Rodgers) – 4:34
7. "Ready For Love" (Ralphs) – 6:33
8. "Rock And Roll Fantasy" / "Ticket To Ride" / "I Feel Fine" (John Lennon, Paul McCartney, Rodgers) – 6:29
9. "All Right Now" (Fraser, Rodgers) – 6:28
10. "Bad Company" (Kirke, Rodgers) – 5:42
11. "Silver, Blue And Gold" (Rodgers) – 5:02
12. "Shooting Star" (Rodgers) – 6:42
13. "Joe Fabulous" (Rodgers) – 3:39
14. "Saving Grace" (Rodgers, Neal Schon) – 4:07

## Créditos
- Paul Rodgers - Vocal, guitarra, piano
- Dave Colwell - Guitarra
- Jaz Lochrie - Baixo
- Simon Kirke - Bateria, percussão